# Le Val-de-Guéblange
Val-de-Guéblange – miejscowość i gmina we Francji, w regionie Grand Est, w departamencie Mozela.
Według danych na rok 1990 gminę zamieszkiwało 888 osób, a gęstość zaludnienia wynosiła 47 osób/km² (wśród 2335 gmin Lotaryngii Val-de-Guéblange plasuje się na 402. miejscu pod względem liczby ludności, natomiast pod względem powierzchni na miejscu 206.).